# Lagerhalter
Der Lagerhalter ist ein Kaufmann, der gewerbsmäßig die Lagerung und Aufbewahrung von Gütern, die zum Einlagern geeignet sind, übernimmt (§ 467 HGB). Der Lagerhalter übernimmt die gewerbsmäßige Einlagerung und Aufbewahrung von Gütern.
Für die Einlagerung der Güter erhält der Lagerhalter als Gegenleistung die vereinbarte Vergütung (§ 467 Abs. 2, § 474 HGB). Die Übernahme der einzulagernden Güter hat er zu quittieren und mit der Sorgfalt eines ordentlichen Kaufmanns (§ 347 HGB) zu verwahren (§ 475 Abs. 1 Satz 1 HGB).
Zur Sicherung offen stehender Forderungen, hat der Lagerhalter an den eingebrachten Gütern ein gegen den Einlagerer gerichtetes gesetzliches Pfandrecht (§ 475b HGB). Auf der Kehrseite haftet der Lagerhalter für den Verlust oder die Beschädigung der eingebrachten Sachen, soweit sich die Vertragsstörungen während des Obhutszeitraums realisiert haben. Auch darüber hinaus kann eine Haftung bestehen, soweit sich – über den Sorgfaltsverstoß hinaus – Vermögensschäden beim Einlagerer realisieren (§ 475 HGB).
Unabhängig von der Größe des Geschäftsbetriebes gelten für den Lagerhalter grundsätzlich die Vorschriften der Handelsgeschäfte.

## Internationale Regelungen
In der Schweiz richtet sich das Geschäft der Lagerhalter nach den Art. 482 ff. OR. Die Regelungen für Österreich ergeben sich aus § 416 ff. UGB.